# Eleição presidencial da França em 1988
A eleição presidencial na França de 1988, realizada a 24 de Abril e 8 de Maio, serviu para eleger o presidente da França.

## Contexto
Em 1986, com vitória da aliança dos partidos de centro-direita, Reagrupamento para a República e União pela Democracia Francesa nas legislativas, iniciou-se o primeiro período de "coabitação", com um presidente socialista, Mitterrand, e um governo de direita, liderado por Jacques Chirac.
Para estas eleições, François Mitterrand, eleito em 1981, concorria à sua reeleição, com o apoio do Partido Socialista.
Na direita, tal como em 1981, reinava a divisão com os gaullistas a apoiarem Jacques Chirac e os centristas a apoiarem Raymond Barre. Além da divisão entre os partidos de centro-direita, era preciso contar com a candidatura de Jean-Marie Le Pen, líder do partido de extrema-direita Frente Nacional, que, recentemente, tinha ganho importância eleitoral.
À esquerda, os comunistas apoiavam André Lajoinie, embora, houvesse candidaturas de outros partidos de esquerda e de extrema-esquerda.

## Análise eleitoral
Na primeira volta, Mitterrand ganhou, facilmente, com 34% dos votos e, cerca de, 14 pontos de avanço sobre o segundo classificado, Jacques Chirac, que se ficou pelos 20% dos votos. Jean-Marie Le Pen obteve 14% dos votos, confirmando, assim, o crescimento e a importância da Frente Nacional, enquanto o candidato comunista ficou-se pelos 7% dos votos, confirmando o declínio eleitoral do PCF.
Na segunda volta, Mitterrand foi o grande vencedor, sendo reeleito, ao conquistar 54% dos votos contra os 46% conquistados por Chirac.

## Resultados Oficiais
| Candidato               | Candidato               | Partidos apoiantes      | 1ª Volta   | 1ª Volta        | 2ª Volta   | 2ª Volta        |
| Candidato               | Candidato               | Partidos apoiantes      | Votos      | %               | Votos      | %               |
| ----------------------- | ----------------------- | ----------------------- | ---------- | --------------- | ---------- | --------------- |
|                         | François Mitterrand     | PS                      | 10 381 332 | 34,11 / 100,00  | 16 704 279 | 54,02 / 100,00  |
|                         | Jacques Chirac          | RPR, CNIP               | 6 075 160  | 19,96 / 100,00  | 14 218 970 | 45,98 / 100,00  |
|                         | Raymond Barre           | UDF                     | 5 035 144  | 16,54 / 100,00  |            |                 |
|                         | Jean-Marie Le Pen       | FN                      | 4 376 742  | 14,38 / 100,00  |            |                 |
|                         | André Lajoinie          | PCF                     | 2 056 261  | 6,76 / 100,00   |            |                 |
|                         | Antoine Waechter        | VEC                     | 1 149 897  | 3,78 / 100,00   |            |                 |
|                         | Pierre Juquin           | PSU, LCR                | 639 133    | 2,10 / 100,00   |            |                 |
|                         | Arlette Laguiller       | LO                      | 606 201    | 1,99 / 100,00   |            |                 |
|                         | Pierre Boussel          | MPPT                    | 116 874    | 0,38 / 100,00   |            |                 |
| Votos Inválidos         | Votos Inválidos         | Votos Inválidos         | 621 934    | 2,00 / 100,00   | 1 161 822  | 3,62 / 100,00   |
| Total                   | Total                   | Total                   | 30 436 744 | 100,00 / 100,00 | 30 923 249 | 100,00 / 100,00 |
| Eleitorado/Participação | Eleitorado/Participação | Eleitorado/Participação | 31 027 972 | 81,35 / 100,00  | 32 085 071 | 84,35 / 100,00  |